# 중앙대학교 사범대학 부속여자고등학교
중앙대학교 사범대학 부속여자고등학교는 서울특별시 동작구 흑석동 86-15에 있었던 고등학교이다.

## 연혁
- 1957년 7월 18일 재단법인 삼양학원 설립인가
- 1961년 3월 25일 영신여자고등학교 개교
- 1964년 1월 24일 법인명 변경 (학교법인 삼양학원)
- 1965년 2월 24일 법인 통합 및 교명 변경 (→학교법인 중앙문화학원/중앙대학교 사범대학 부속여자고등학교)
- 1997년 3월 1일 폐교 (중앙대학교 사범대학 부속고등학교에 통합)